# VCTP
Il VCTP, acronimo di Vehiculo de Combate Transporte de Personal è un veicolo da combattimento della fanteria dell'esercito argentino.
Nel 1974 l'Argentina ordinò alla ditta tedesca Thyssen Henschel un MBT sviluppato dal mezzo da combattimento della fanteria Marder, dando origine al Tanque Argentino Mediano (TAM). Nello stesso tempo venne deciso anche l'acquisizione di un APC, derivato sempre dal Marder prodotto localmente e denominato VCTP.

## Caratteristiche
A bordo del veicolo, il cui peso complessivo raggiunge le 27,5tonnellate, trovano posto due membri d'equipaggio e dieci soldati equipaggiati.
La motorizzazione del VCTP era comune alla famiglia TAM, costituita da un motore Diesel MTU Friedrichshafen dalla potenza di 720 HP, accoppiato ad un cambio a sei marce.
L'armamento principale è costituito da un cannone automatico da 20 mm, in una torretta monoposto, sul cui cielo trova posto una mitragliatrice da 7,62 per la difesa antiaerea: Sullo scafo, nella parte posteriore del veicolo è installata una seconda mitragliatrice da 7,62 mm a controllo remoto e a completare l'armamento quattro lanciagranate da 88 mm Webman Gmbh ai lati della torretta e sette blindosfere per permettere ai soldati di fare fuoco dall'interno del mezzo. Il personale accede al veicolo attraverso una porta nella parte posteriore o per mezzo di uscite nel tetto dello scafo.

## Sviluppo
I primi esemplari vennero equipaggiati con un cannone automatico Rh 202 da 20 mm mentre i successivi vennero equipaggiati con un Oerlikon KAD da 20 mm, costruiti su licenza in Argentina.

## Servizio
Il VCTP, contestualmente valido, si è rivelato molto costoso e pesante, tanto che non lo si è potuto schierare nella Guerra delle Falklands nel 1982.
Alcuni di questi veicoli furono coinvolti nei tentativi di colpo di Stato dei Carapintadas e 15 VCTP durante le guerre balcaniche vennero impiegati dal 1992 al 1995 in Croazia nel battaglione argentino che ha operato nella Forza di Protezione della Nazioni Unite svolgendo compiti di scorta a colonne logístiche, pattugliamenti e protezione dei civili dalle fazioni contendenti.